# Mu Andromedae
Mu Andromedae este o stea din constelația Andromeda.